# Myopites variofasciatus
Myopites variofasciatus är en tvåvingeart som beskrevs av Becker 1903. Myopites variofasciatus ingår i släktet Myopites och familjen borrflugor. Inga underarter finns listade i Catalogue of Life.